# Блэк, Ричард
Ричард Хейден Блэк (англ. Richard Hayden Black; 15 мая 1944 — штат Виргиния) — американский политик, член Республиканской партии, был членом Сената штата Виргиния в 2012—2020 годах.

## Биография
Ричард Блэк родился в сельской местности в штате Виргиния в 1944 году. Был средним ребёнком в семье из трёх детей и единственным сыном. После семья переехала в Майами, где Ричард и вырос. Отец Ричарда служил инспектором в налоговых органах. Когда Ричард был подростком, его мать попала в психиатрическую лечебницу, а отец оставив детей в Майами перебрался работать в Нью-Йорк.
Первым местом работы Ричарда был городской серпентарий в Майами, где он следил за содержанием ядовитых змей и готовил их к транспортировке в зоопарки по всему миру. В 1962 году Ричард закончил среднюю школу, после чего поступил на обучение в Университет Майами.
Проучившись год в университете, в 1963 году он бросил учёбу и добровольно поступил на службу в Корпус морской пехоты, выбрав для этого Базу рекрутов морской пехоты Пэррис-Айленд. Через два года обучения, в звании второго лейтенанта, Ричард Блэк был отправлен во Вьетнам, в должности пилота боевого вертолёта 362-й вертолётной эскадрильи Корпуса морской пехоты.
В общей сложности Ричард совершил 269 боевых вылетов. Четыре раза вертолёт под его управлением получал повреждения от зенитного огня противника.
В период с 11 февраля по 17 июня 1967 года участвовал в 70 боевых рейдах на суше, в качестве передового авиационного наводчика в составе 1-го полка морской пехоты. В последнем бою, при переправе через реку, Ричард получил ранение, при этом оба приданных ему радиста погибли.
Вернувшись с войны во Вьетнаме, Ричард некоторое время служил лётным инструктором, а затем получил дополнительное военное образование офицера инженерных войск. Служил командиром инженерно-сапёрной роты в звании капитана. С подчинённой ему ротой участвовал в восстановлении взлётно-посадочной полосы на одном из островов Пуэрто-Рико. В 1969 году Ричард оставил службу в морской пехоте, для получения образования в Университете Флориды. Он с отличием окончил Школу бизнеса в 1973 году с получением звания бакалавра бухгалтерского учёта и получил степень доктора права в 1976 году. Ричард занимался юридической практикой в городе Форт-Уолтон-Бич в штате Флорида, прежде чем пройти аттестацию на звание майора в Корпусе генерального судьи-адвоката Армии США (United States Army Judge Advocate General's Corps). В разные годы Ричард служил в органах военной юстиции в штатах Миссури и Вашингтон.
Вершиной почти 20-летней службы в органах военной юстиции для Ричарда Блэка, стало назначение на должность начальника отдела армейского уголовного права в Пентагоне (Head of Army’s Criminal Law Division at the Pentagon).
В 1994 году в звании полковника, Ричард Блэк ушел в отставку с военной службы и стал партнером юридической фирмы «Taylor, Horbaly, and Black». Кроме юридической практики, Ричард Блэк часто приглашался в качестве эксперта по международной политике и военному делу на телевидение для обсуждения ситуации в мире.
Ричард Блэк занимался общественной деятельностью, был членом Альянса правоохранительных органов Америки, Вирджинского общества защиты человеческой жизни, Национальной федерации независимого бизнеса, Ассоциации военных офицеров и других общественных объединений. Также Ричард Блэк имел допуск к работе в Верховном суде США и Верховном суде штата Виргиния.
С 11 января 2012 года и до 8 января 2020 года — был членом сената штата Виргиния.

## Политические взгляды
Ричард Блэк придерживается политических взглядов и делает высказывания, которые резко отличают его как от внешней политики США, так и от основной массы политиков США. Высказывания Ричарда Блэка с критикой внешней политики США, часто появляются в российских, израильских и китайских государственных СМИ и СМИ связанных с движением Хезболла.
Ричард Блэк также допускает критику в отношении внешней политики Великобритании, что вызывает беспокойство как в политических кругах этой страны, так и в политических кругах США, некоторые представители которых считают что Блэк выражает позицию на некоторые события с пропагандистской точки зрения Российской Федерации.

### Взгляды на события в Сирии
В 2014 году Ричард Блэк отправил Президенту Сирии Башару Асаду официальное письмо от лица Сената Вирджинии со словами: 

Уважаемый президент аль-Асад: Я пишу, чтобы поблагодарить Сирийскую арабскую армию за её героическое спасение христиан в горном массиве Каламун. Я особенно благодарен за впечатляющую победу при Ябруде, где сирийская арабская армия и военно-воздушные силы освободили христиан и других сирийцев, которые несколько лет находились в плену у террористов. Мы глубоко признательны за мастерство и доблесть, проявленные сирийскими войсками, которые спасли 13 монахинь, похищенных и использованных в качестве живого щита трусливыми джихадистами в Ябруде.Оригинальный текст (англ.)Dear President al Assad: I write to thank the Syrian Arab Army for its heroic rescue of Christians in the Qalamoun Mountain Range. I am especially grateful for the spectacular victory at Yabroud, where the Syrian Arab Army and Air Force liberated Christians and other Syrians who had been held captive by terrorists for several years. We are deeply grateful for the skill and valor displayed by Syrian troops who rescued the 13 nuns who were kidnapped and used as human shields by the cowardly jihadists at Yabroud— Senate of Virginia. April 1, 2014
В 2015 году Исламское государство включил Ричарда Блэка в список своих официальных врагов.
В апреле 2016 года Ричард Блэк совершил поездку в Сирию и встретился с Башаром Асадом, в знак поддержки его политики: 

Я надеюсь отвлечь нас (примечание — США) от нашей безумной политики в отношении Сирии. В Сирии больше прав женщин и свободы вероисповедания, чем в любой другой стране арабского мира.
Мы (примечание — США) в союзе с двумя самыми отвратительными странами на земле, Саудовской Аравией и Турцией, которые намерены навязать [ваххабитский] фундаменталистский режим сирийскому народу. Оригинальный текст (англ.)I am hoping to move us away from our insane policy regarding Syria. Syria has greater women’s rights and religious freedom than any nation in the Arab world.
We are allied with two of the most vile nations on earth, Saudi Arabia and Turkey, which are intent on imposing a [Wahhabi] fundamentalist government on the Syrian people— The Washington Post. 27 апреля 2016
.
Ричард Блэк утверждает что все химические атаки на мирное население, приписываемые правящему режиму Башара Асада, являются инсценировкой британских спецслужб и организации Белые каски.

### Взгляды на события в Украине
Высказывая свои взгляды на вторжение России в Украину, Ричард Блэк придерживается в них следующих своих утверждений:
- Россия вынуждена была осуществить вторжение в Украину, совершив этим упреждающий удар, из-за планов киевских властей осуществить стратегическое наступление на Донбасс:

Но если вы посмотрите на то, как все это происходило, президент Путин предпринял отчаянную попытку остановить движение к войне еще в декабре 2021 года. собирался. Потому что в этот момент Украина собирала войска для нападения на Донбасс. И поэтому он пытался предотвратить это. Он не хотел войны. И НАТО просто сорвало это, просто отмахнулось от этого; никогда не воспринимал это всерьез, никогда не шёл на серьезные переговоры.Оригинальный текст (англ.)But if you look at the way that this unfolded, President Putin made a desperate effort to stop the march towards war back in December of 2021. He went so far as to put specific written proposals on the table with NATO, peace proposals to defuse what was coming about. Because at this point, Ukraine was massing troops to attack the Donbas. And so, he was trying to head this off. He didn’t want war. And NATO just blew it off, just dismissed it; never took it seriously, never went into serious negotiations.— Col. Richard Black — U.S. Leading World to Nuclear War
- В 2022 году заявил, что Россия была вынуждена вторгнуться в Украину, так как администрация президента Обамы наводнила страну оружием, предназначенным для убийства русских[10]
- в США подавляется свобода слова и осуществляется жёсткая цензура касательно освещения событий на Украине. По мнению Блэка, координирует данные мероприятия уроженка Украины Янкович Нина, которая в апреле 2022 года была назначена Джо Байденом на должность исполнительного директора Совета по противодействию дезинформации при Министерстве внутренней безопасности США[2];
- США не позволят Президенту Украины Зеленскому вести мирные переговоры с Россией[2];
- Западные санкции против России не приносят ожидаемых результатов[2];
- Властям стран НАТО безразлично число жертв в противостоянии Украины с Россией:

Нам все равно! США и НАТО, нас не волнует, сколько погибнет украинцев. Не гражданские, не женщины, не дети, не солдаты. Нам все равно. Это стало отличным футбольным матчем. Вы знаете, у нас есть команда. У них есть своя команда, ура-ра. Мы хотим получить самый большой счет и запустить его. И, знаете, нам все равно, сколько наших игроков покалечатся на игровом поле, лишь бы мы побеждали. Оригинальный текст (англ.)We don’t care! The United States and NATO, we do not care how many Ukrainians die. Not civilians, not women, not children, not soldiers. We do not care. It’s become a great football game. You know, we’ve got our team. They’ve got their team, rah rah. We want to get the biggest score and run it up. And, you know, we don’t care how many how many of our players get crippled on the playing field, as long as we win.— Col. Richard Black — U.S. Leading World to Nuclear War

### Оценка политики США к другим странам
По мнению Ричарда Блэка:
- спустя 75 лет после окончания Второй мировой войны, фактически до сих пор продолжается американская оккупация Японии и Германии[2]
- тонкий баланс мира в Юго-Восточной Азии, частью которого была политика «одного Китая», принятая Ричардом Никсоном ради мирного сосуществования Тайваня и КНР, была грубо нарушена администрацией Джо Байдена, что привело к нынешней конфронтации США, Тайваня и КНР[2].

## Семья
Ричард Блэк с 1969 года состоит в браке с Барбарой Джин Хейл. У них 3 детей и 18 внуков.